# アナスタシア戦争
アナスタシア戦争（アナスタシアせんそう、英: Anastasian War）は、東ローマ帝国とサーサーン朝の間で502年から506年にかけて争われた戦争である。この戦争は、北方からの侵略に対するコーカサスの要塞の維持のためのサーサーン朝への補助金の支出を東ローマ帝国が拒んだことが主な原因となって発生した。これは440年以降における両国間の最初の主要な紛争であり、次の世紀にわたって続いた二つの帝国間の長期にわたる一連の破壊的な武力衝突の序章となった。

## 背景
いくつかの要因が、東ローマ帝国とサーサーン朝がこれまで享受してきた最も長期間にわたった平和の終焉の根底にあった。サーサーン朝の王カワード1世（在位：488年 - 496年、498年/499年 - 531年）は、498年（もしくは499年）に王位を取り戻した際に協力を得たエフタルに対する負債を返済するために資金が必要であった。また、メソポタミア南部のチグリス川下流の流れの変化、さらに飢饉と洪水の発生と増加によって状況が悪化していた。さらに、以前より北方からの侵略に対するコーカサスの防衛を維持するために、東ローマ帝国がサーサーン朝へ補助金を支払っていたものの、サーサーン朝の補助金の支払の要請に対し、東ローマ皇帝アナスタシウス1世（在位：491年 - 518年）は補助金の支払いを拒否していた。これらの状況がカワード1世に力ずくで補助金を手に入れさせようとする動機を与えることになった。

## 戦争の経過
502年、カワード1世は防御体制が整っていなかった東ローマ帝国のテオドシオポリス（現在のエルズルム）を、おそらくは都市住民の支援を得て迅速に占領した。都市は軍隊による援護を受けておらず、要塞の防御は弱いものであった。ペルシア軍はマルティロポリス（現在のシルヴァン）も同年に占領した。その後、カワード1世は502年から503年の秋から冬にかけて要塞都市のアミダ（現在のディヤルバクル）を3ヶ月にわたる包囲の末に占領したが、アミダ側にとっては軍隊による援護を受けていない中での包囲戦であった。多くの人々、特にアミダの住民は、ペルシアのパールスとフーゼスターン、そしてとりわけ新しく建設された都市のアッラジャーンへ強制的に移住されられた。
503年には多くの戦闘が発生したものの、決着がつくには至らなかった。カワード1世がオスロエネへ侵攻し、エデッサを包囲している間に、東ローマ軍はサーサーン朝が支配するアミダの攻略を試みたものの失敗に終わった。一方のサーサーン朝もエデッサの攻略には失敗した。しかしながら、歴史家のピーター・ヘザーは、防御側のペルシア軍が東ローマ軍に対して決定的な勝利を収めたと主張している。40,000人の東ローマ軍は、後のユスティニアヌス1世（在位：527年 - 565年）が旧ローマ帝国領の再征服活動中に動員したどの軍隊よりも規模が大きく、ニシビスとエデッサへ攻撃を試みたものの、全ての前線において敗北を喫することになった。
504年、最終的に東ローマ帝国はアミダに対する新たな包囲によって優位に立ち、後にアミダの返還へとつながった。同じ年にコーカサスからフン族によるアルメニアへの侵攻が発生し、結果として両国間で休戦が合意された。両国の間で交渉が行われたものの、506年には背信を疑った東ローマ側がペルシア側の役人を拘束するほど不信感は根強かった。拘束された役人は釈放され、ペルシア人はニシビスに留まることを望んだ。506年11月、条約が最終的に合意されたものの、条約に記された内容についてはほとんどわかっていない。東ローマ帝国の歴史家のプロコピオスは、7年間の和平が合意されたと述べており、サーサーン朝に対していくらかの財貨の支払いが行われた可能性が高い。サーサーン朝は占領した東ローマ帝国の領土を維持せず、毎年の歳幣の支払いも行われなかったため、平和条約は東ローマ帝国にとって厳しい内容のものではなかったとみられている。

## 戦争後の経過

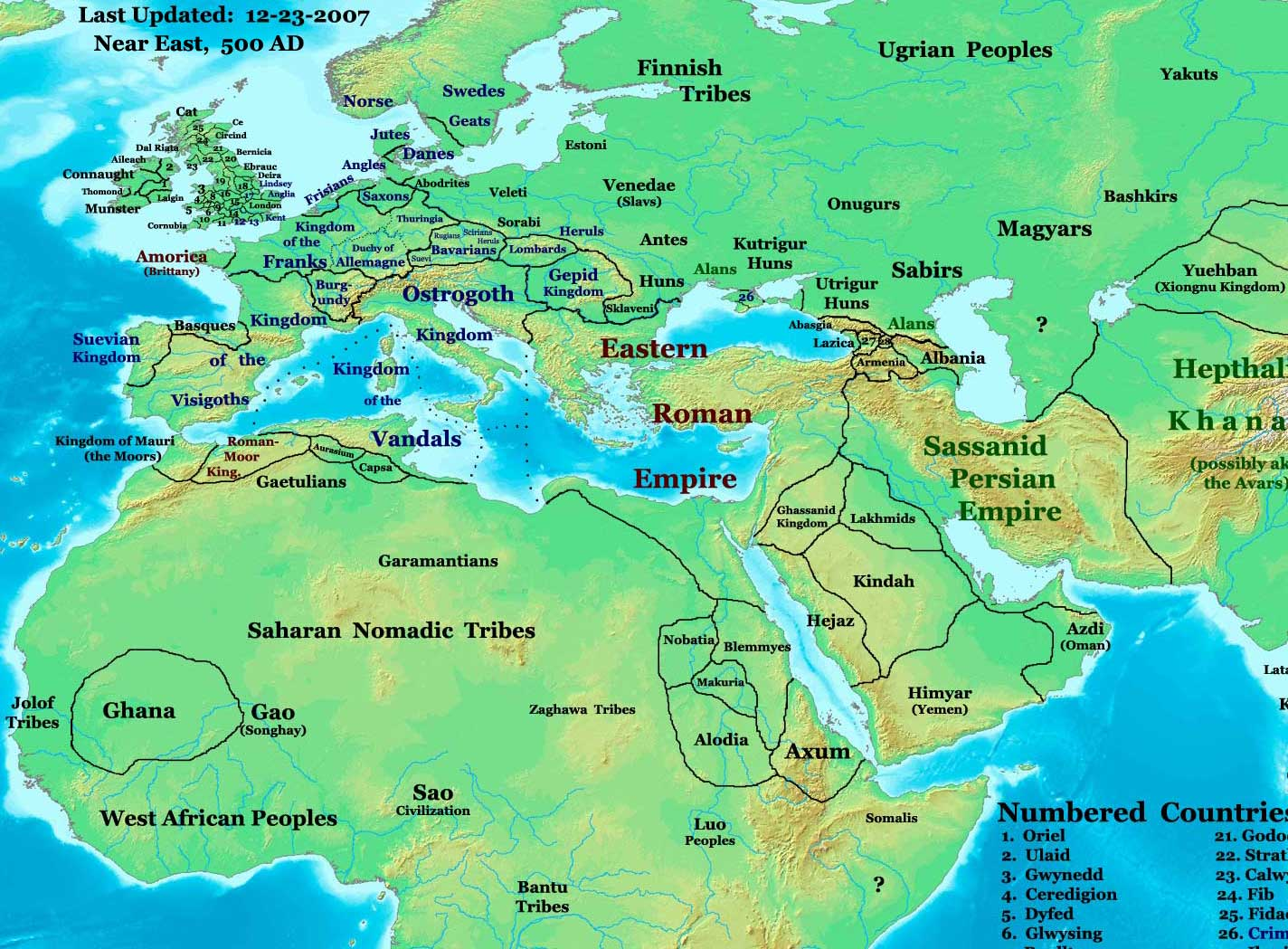
500年の時点における東ローマ帝国とサーサーン朝および周辺地域の地図。近隣諸国の多くは両大国間の戦争に巻き込まれた。

東ローマ帝国の将軍たちは、国境近辺に主要な軍事拠点が不足していることにこの戦争における困難の多くの原因を負わせた。ニシビスはサーサーン朝にとって同様の軍事拠点の役割を果たしていた（363年にサーサーン朝によって奪われるまではローマ帝国にとっても同じ役割を果たしていた）。そのため、505年にアナスタシウス1世はダラに巨大な要塞都市の建設を命じた。エデッサ、バトナエ（現在のスルチ）、そしてアミダの老朽化した要塞も改修された。
アナスタシウス1世の治世中にこれ以上大規模な紛争は発生しなかったものの、ダラでの建設作業が続いている間は特に緊張が続いた。この建設計画は、東ローマ帝国の防衛にとって重要な構成要素となったが、双方の帝国間で国境地帯に新たな要塞を建設しないという422年の平和条約に違反しているとしてペルシア側が不満を漏らし、論争が続く原因となった。しかしながらアナスタシウス1世はこの計画を遂行し、カワード1世の不満を財貨の支払いによって逸らした。いずれにせよペルシア人はこの行為を阻止することができず、要塞は507年か508年に完成をみた。

## 参考資料

### 一次資料
- Procopius; Dewing, H. B. (trans.). History of the Wars Books I–II.

### 二次資料
- Greatrex, Geoffrey; Lieu, Samuel N. C. (2002). The Roman Eastern Frontier and the Persian Wars (Part II, 363–630 AD). New York, New York and London, United Kingdom: Routledge (Taylor & Francis). ISBN 0-415-14687-9